# 닛산 쥬크
닛산 쥬크(Nissan Juke)는 일본의 닛산 자동차가 만들어 판매하는 소형 스포츠 유틸리티 자동차이다.

## 1세대
2009년 3월에 개최된 제네바 모터쇼에서 선보인 컨셉트 카 카자나의 양산형이다. 2010년 2월에 프랑스에서 발표되었고, 같은 해 6월부터 일본에서 판매가 시작되었다. 르노삼성 QM3(르노 캡쳐)와 플랫폼을 공유한다.
대한민국에는 2013년 10월 14일에 출시했다. 르노삼성 뉴 SM5 플래티넘/뉴 SM5 노바(L43)와 르노삼성 SM6(LFD)에도 얹혀진 190마력 1.6ℓ MR190DDT 직분사 가솔린 터보 엔진과 닛산 자동차 산하의 변속기 제조 전문 자회사인 자트코에서 만든 CVT를 조합한 사양이 수입됐으나, 페이스리프트를 앞두고 2017년 12월에 수입이 중단됐다.
중국에서는 닛산 자동차의 고급 브랜드인 인피니티의 ESQ로 판매되고 있다. 일본과 동남아시아, 북아메리카 시장에서는 2세대 모델의 출시 없이 닛산 킥스로 대체되었다.

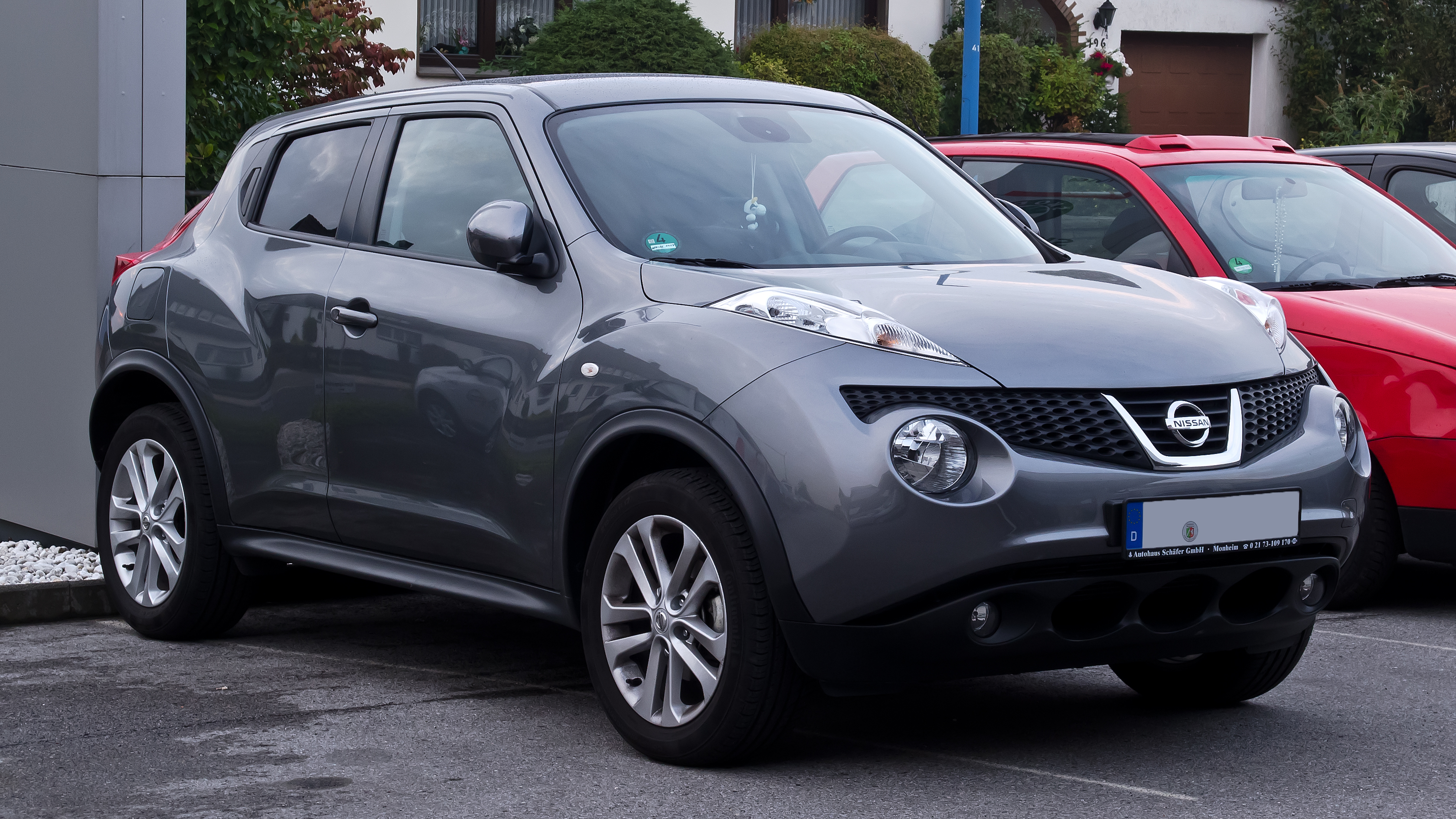
닛산 쥬크(전기형) 정측면
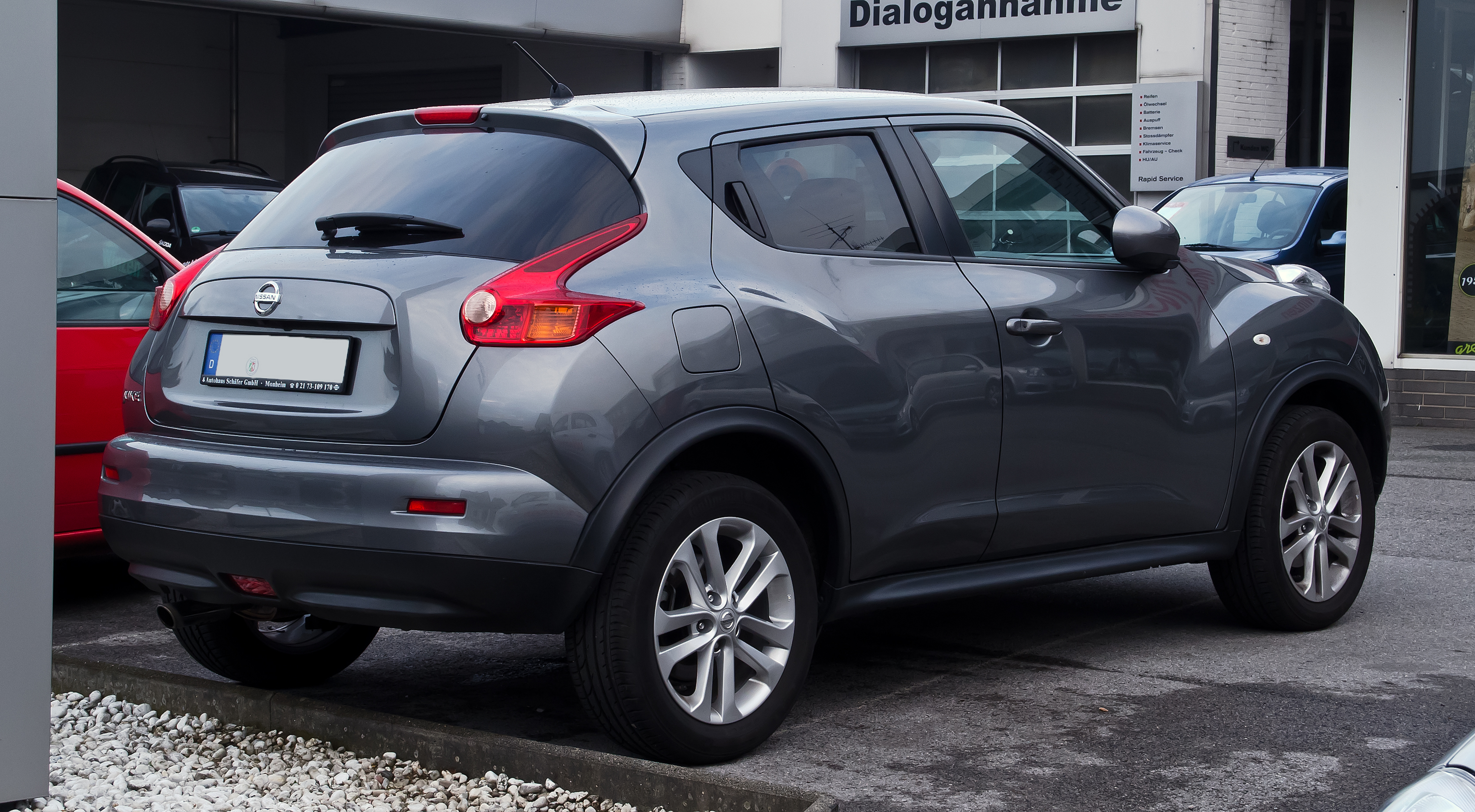
닛산 쥬크(전기형) 후측면
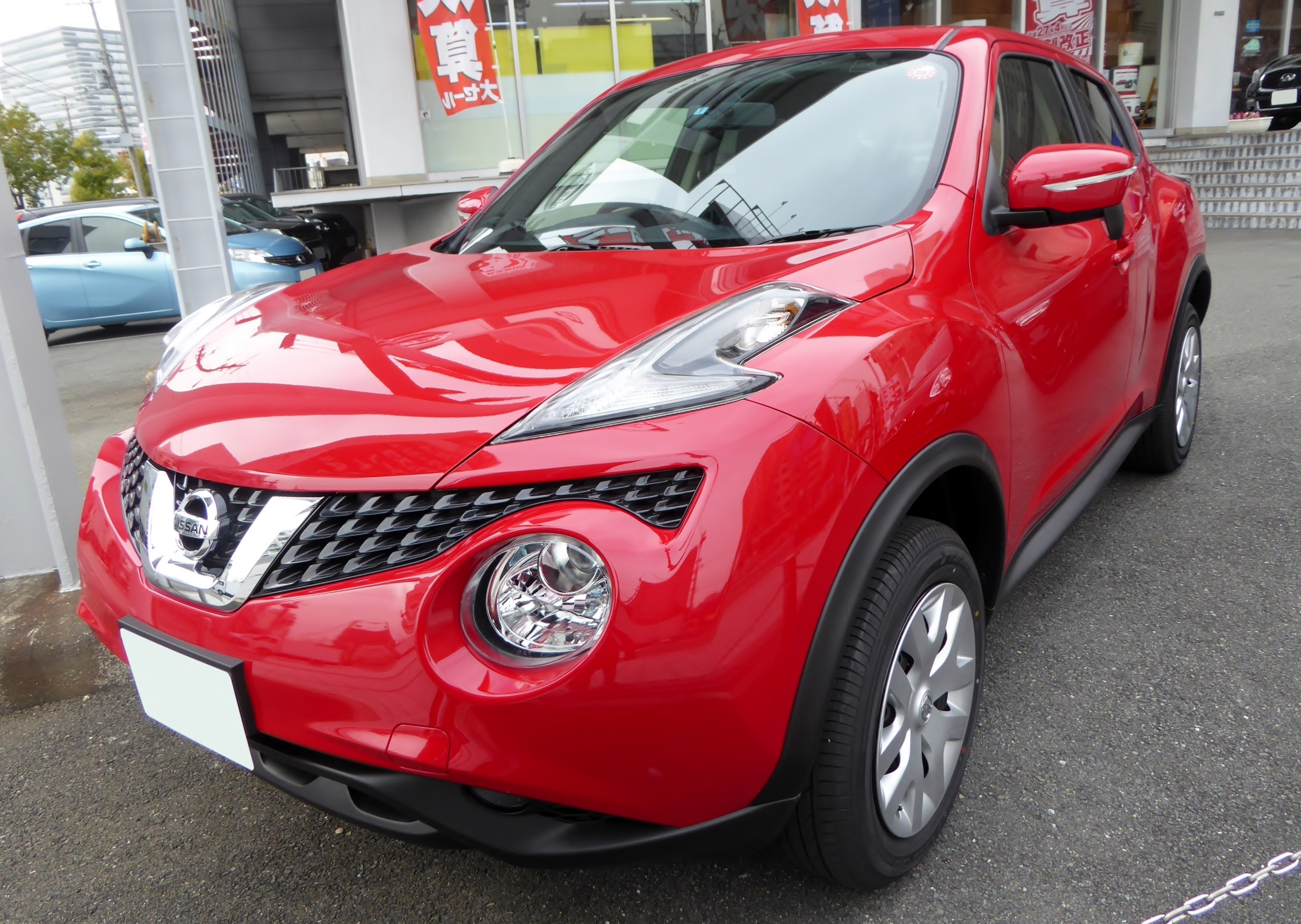
닛산 쥬크(후기형) 정측면
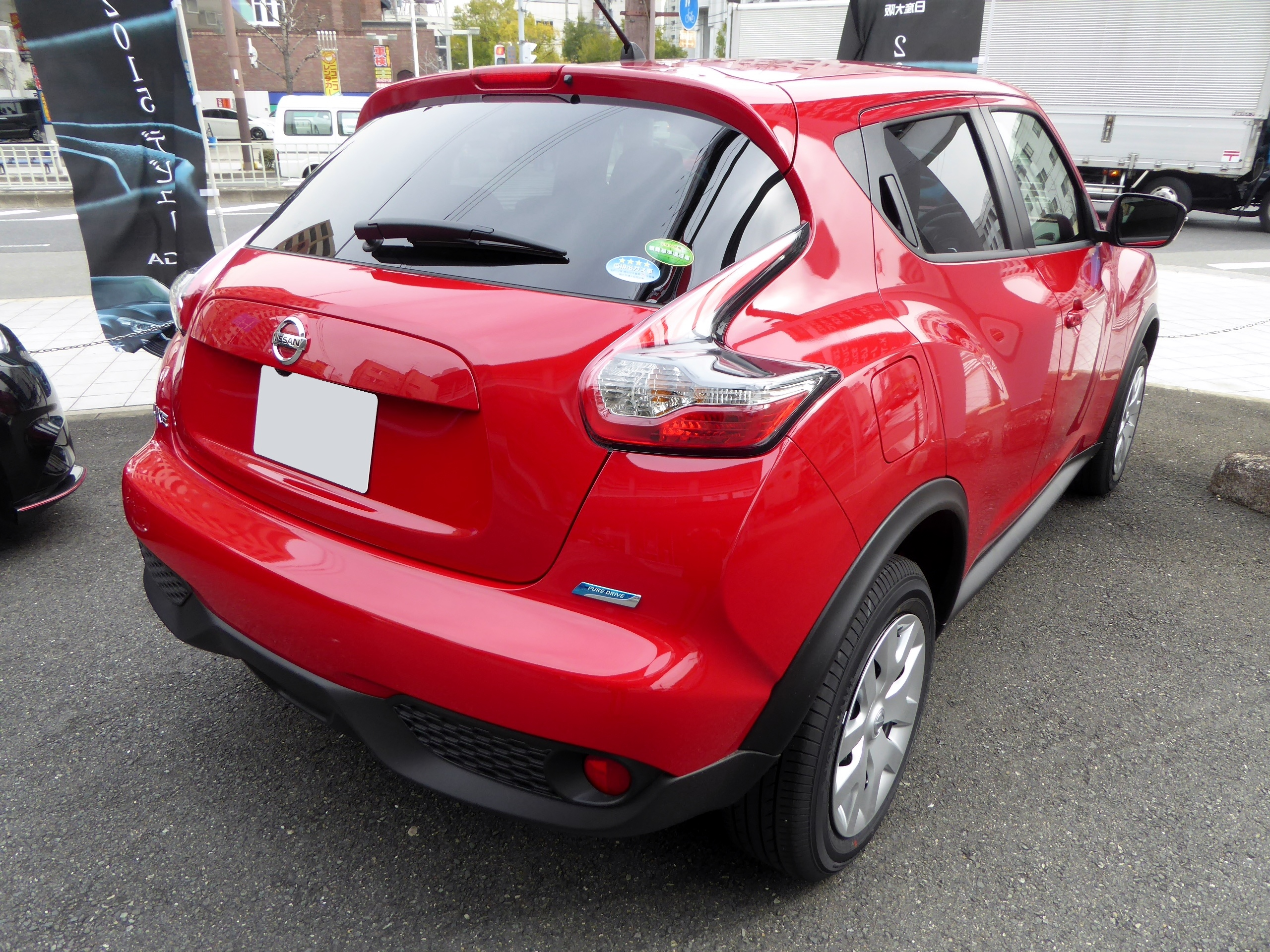
닛산 쥬크(후기형) 후측면

## 2세대
2019년 10월 공개되었다. 닛산 CMF 플랫폼이 적용되었으며, 마이크라처럼 유럽 전용 모델로 바뀌었다.

## 미디어

### 영화
- 마더/안드로이드: 1세대 전기형 모델이 등장하는데, 파손되어 있는 상태다.

### 게임
- 아스팔트 7: 1세대 쥬크 R과 니스모 버전이 등장한다.
- 아스팔트 8: 1세대 쥬크 니스모 버전만 등장한다. 파손되어도 문짝 하나 열리거나 떨어지지 않는다.

## 경쟁 차종
- 현대자동차 - 코나, ix25
- 기아자동차 - 니로, 쏘울, 스토닉
- 쉐보레 - 트랙스
- 쌍용자동차 - 티볼리
- 르노삼성자동차 - QM3
- 오펠 - 모카, 크로스랜드 X
- 뷰익 - 앙코르
- 폭스바겐 - 티크로스, 티록
- 세아트 - 아로나
- 스코다 - 예티
- 지프 - 레니게이드
- 포드 - 에코스포츠
- 시트로엥 - C3 에어크로스, C4 칵투스
- 푸조 - 2008
- 르노 - 캡쳐
- 닛산 - 쥬크
- 혼다 - HR-V
- 피아트 - 500X
- 마쓰다 - CX-3, CX-4
- 토요타 - C-HR, 러쉬

## 기타
캄보디아의 500리엘 지폐 뒷면에 새겨져 있다.
두바이에서도 소수가 구급차로 도입되어 있는 것으로 보인다.